# Cry for Help (Steven Universe)
Cry for Help é o décimo primeiro episódio da segunda temporada da série de animação americana Steven Universe. O episódio foi escrito e encenado (storyboard) por Joe Johnston e Jeff Liu; estreou em 13 de julho de 2015 no Cartoon Network e foi assistido por 1.714 milhões de telespectadores.
O episódio segue Steven e as Crystal Gems tentando destruir o Cubo de Comunicações quando as transmissões de TV são interrompidas por sinais emitidos por Peridot da torre. Para demolir a torre, Garnet e Pérola se fundem em Sardonyx, deixando Ametista em desalento. No entanto, enquanto a torre continua sendo consertada, Steven e Ametista ficam chocados ao ver quem realmente está por trás dos reparos.

## Enredo
Enquanto Steven e Ametista assistem ao desenho fictício Comidas Choronas, a transmissão é interrompida por uma mensagem de Peridot, tentando entrar em contato com as Diamantes. Garnet deduz que o sinal está vindo do Cubo de Comunicações apesar dele ter sido destruído no episódio "Coach Steven".
As Crystal Gems vão ao Cubo de Comunicações e descobrem que a antena foi reconstruída. Anteriormente, Garnet e Ametista destruíram a antena fundindo-se para se tornar Sugilite, mas a personalidade destrutiva de Sugilite ficou fora de controle, então Garnet exclui a possibilidade de se fundir com Ametista desta vez. Em vez disso, ela pede a Pérola para se fundir com ela.
Pérola está entusiasmada com a oferta, e ela e Garnet formam Sardonyx, que destrói o Cubo de Comunicações enquanto se gabava de sua inteligência e graça. Depois de se desfundirem, Garnet e Pérola comemoram com Steven enquanto Ametista fica mal, sentindo-se excluída.
No dia seguinte, a transmissão da televisão é interrompida novamente, e as Gems retornam ao Cubo de Comunicações e o encontram novamente montado. Enquanto Sardonyx desmonta, Ametista canta a canção "Tower of Mistakes", culpando-se pela imprudência de Sugilite.
Naquela noite, Steven e Ametista vão até o Cubo de Comunicações para capturar Peridot no ato de reconstruí-lo, mas ficam chocados ao encontrar Pérola reconstruindo-o. Mais tarde, quando Garnet e Pérola estão prestes a fundir pela terceira vez, Ametista e Steven as para e revelam que eles sabem que foi Pérola quem o reconstruiu. Pérola confessa que ela estava apenas tentando criar uma desculpa para mais oportunidades de aproveitar a emoção da fusão com Garnet. Ametista defende Pérola, dizendo a Garnet que se fundir com ela é a chance de se sentirem mais fortes. Garnet, irritada e enojada com a traição de Pérola, exige que Ametista se funda com ela para destruir o Cubo de Comunicações novamente e acabar de vez com a situação.
Algum tempo depois, em casa, Steven e Ametista estão assistindo Comidas Choronas. Garnet não está falando com Pérola. Enquanto os personagens de Comidas Choronas perdoam uns aos outros no final do episódio, Ametista observa com tristeza que as coisas seriam melhores se fossem como em desenhos animados.

## Elenco
- Zach Callison como Steven Universo
- Alexia Khadime como Sardonyx
- Michaela Dietz como Ametista
- Deedee Magno Hall como Pérola
- Estelle como Garnet
- Shelby Rabara como Peridot
- Dee Bradley Baker como Leão
- Sugilite (cameo)

## Produção
"Cry for Help" foi escrito por Joe Johnston e Jeff Liu, enquanto Ki-Yong Bae e Jin-Hee Park forneceram direção de animação, e Jasmin Lai foi diretora de arte.
O soco de Sugilite foi inspirado no "Twister-Sock Punch" do Popeye e no "Giant Punch" de Donkey Kong do Super Smash Bros. A dança de fusão de Pérola e Garnet foi inspirada na coreografia da artista K-pop Sunmi, com a faixa "Full Moon".

### Música
O episódio apresenta a música "Tower of Mistakes", escrita por Jeff Liu e com o vocal de Michaela Dietz como Ametista.

## Transmissão e Recepção
"Cry for Help" estreou no Cartoon Network em 13 de julho de 2015. Sua transmissão americana inicial foi vista por aproximadamente 1.714 milhões de telespectadores. Recebeu uma classificação doméstica de Nielsen de 0,4, o que significa que foi visto por 0,4% de todas as famílias. O episódio foi o primeiro da "StevenBomb", uma programação no qual um novo episódio de Steven Universe vai ao ar diariamente durante a semana regular de trabalho; os seguintes quatro episódios lidaram com as consequências dos acontecimentos deste episódio, o seu impacto nos personagens e a eventual reconciliação de Pérola e Garnet.
O episódio recebeu atenção positiva dos críticos, particularmente pela maturidade emocional da história. Também foi destacada a introdução do desenvolvimento de personagens de Sardonyx e Ametista. Eric Thurm da A.V. Club disse que o confronto entre Garnet e Pérola foi "talvez o momento mais complexo do show até hoje", chamando-o de "rico, complicado, comovente e simplesmente humano". Vrai Kaiser, da The Mary Sue, opinou que "que o Universo Steven atingiu esse nível de complexidade de escrita em um período de tempo relativamente curto é nada menos que surpreendente".